# جولین رانتیه
جولین رانتیه (انگلیسی: Julien Rantier؛ زادهٔ ۱۱ اوت ۱۹۸۳) بازیکن فوتبال اهل فرانسه است.
از باشگاه‌هایی که در آن بازی کرده‌است می‌توان به باشگاه فوتبال هلاس ورونا، باشگاه فوتبال پروجا، باشگاه فوتبال آلساندریا، باشگاه فوتبال پیاچنزا، باشگاه فوتبال آتالانتا، باشگاه فوتبال نیم المپیک، و باشگاه فوتبال ویچنزا اشاره کرد.